# Aquiles Córdoba Morán
Aquiles Córdoba Morán är en ort i Mexiko.   Den ligger i kommunen Jalpan och delstaten Puebla, i den sydöstra delen av landet, 170 km nordost om huvudstaden Mexico City. Aquiles Córdoba Morán ligger 246 meter över havet och antalet invånare är 331.
Terrängen runt Aquiles Córdoba Morán är huvudsakligen kuperad. Aquiles Córdoba Morán ligger nere i en dal. Runt Aquiles Córdoba Morán är det tätbefolkat, med 297 invånare per kvadratkilometer. Närmaste större samhälle är Xicotepec de Juárez, 16,3 km sydväst om Aquiles Córdoba Morán. I omgivningarna runt Aquiles Córdoba Morán växer huvudsakligen savannskog.